# Goryphus vicinus
Goryphus vicinus là một loài tò vò trong họ Ichneumonidae.